# Hari Margot
Hari Margot je bila slovenska glasbena skupina, ki je delovala med letoma 1984 in 1989 ter 2000 in 2004.
Skupina je dobila ime Hari Margot 29. novembra leta 1984 (prej so od 1983 nastopali pod imenom Canabis oz VIS Cannabis). Pesmi so izvajali v angleškem jeziku. 1985 so se predstavili na festivalu MESAM s pesmijo You've been on my mind.
V začetku leta 1986 je skupino zapustil kitarist Štefan Dimnik. Člani ansambla zanj niso iskali zamenjave, temveč so v glasbi začeli dajati več poudarka trobilom.
V začetku leta 1987 je izšla avdiokaseta z naslovom Hari Margot na kateri je bilo deset skladb: Just a minute, The only one; Always, Not completly you, Baby, Life is so remote, Stuck to the weather, I need something new, You've been on my mind in Wrong time.  
S prihodom dveh klaviaturistov v ansambel se v skladbah redno pojavlja več vzporednih tonskih linij (polifonija), zvok postane polnejši, gostejši in seveda bolj raznobarven, kar so glasbeniki v novih skladbah s pridom izkoristili. S svojim povsem novim programom (ki je bil tudi studijsko posnet) je imela skupina v drugi polovici leta 1989 zelo uspešno nekaj tedensko turnejo po takratni Sovjetski zvezi. Po turneji je med člani začelo prihajati do nesoglasij in skupina je prenehala delovati.
V letu 2000 se je skupina v skoraj izvirni zasedbi spet zbrala, nastopala in posnela nekaj novih skladb, aprila 2004 pa je zaradi zdravstvenih razlogov posameznikov dokončno prenehala z delovanjem.
Ob 30-letnici se je skupina ponovno združila za enkratni priložnostni koncert.

## Zasedba

### Člani 1984-1986
- Katja Lapkovsky (vokal)
- Andrej Bedjanič (klaviature)
- Brane Vidan (bas kitara)
- Cole Moretti (kitara)
- Iztok Zupančič (tolkala)
- Štefan Dimnik (kitara)
- Tomaž Kosec (bobni)

### Člani 1987-1989
- Katja Lapkovsky (vokal)
- Aleš Koman (klaviature)
- Brane Vidan (bas kitara)
- Cole Moretti (kitara)
- Iztok Zupančič (tolkala, saksofon)
- Sergej Racman (klaviature)
- Tomaž Kosec (bobni)

### Člani 2000-2004
- Katja Lapkovsky (vokal)
- Andrej Bedjanič (kalviature)
- Brane Vidan (bas kitara)
- Cole Moretti (kitara)
- Iztok Zupančič (tolkala)
- Tomaž Kosec (bobni)

## Diskografija
- Hari Margot (1987, kaseta, "a" C-20)
- Hari Margot II (1989 kaseta)
- 14 neizdanih studijskih posnetkov

- Vlado Kreslin in Hari Margot - Spet doma na albumu Vlado Kreslin (1987, kaseta, ZKP RTVL KD 1386)